# 火山列島

位置

火山列島（かざんれっとう）は、小笠原諸島に属する列島。硫黄列島（いおうれっとう）とも呼ばれる。東京とグアムの中間のあたり、東経141-143度、北緯24-26度付近に位置する。硫黄島、北硫黄島、南硫黄島からなり、西之島を含めることもある。
「火山列島」の名の通り、これらの島は深海底からそそり立つ海底火山である。最高点は南硫黄島の海抜916mである。北硫黄島および南硫黄島の噴火記録はなく、活発な活火山であるとはいえない。ただし、硫黄島には明らかな地熱現象と隆起現象が見られる。周辺には大きな海山が少なくない。

## 火山列島の島々
| 画像 | 島名     | 面積(km²) | 人口(人) | 最高標高(m) | 山頂名             | 座標                                                                |
| ---- | -------- | --------- | -------- | ----------- | ------------------ | ------------------------------------------------------------------- |
|      | 北硫黄島 | 5.57      | 無人     | 792         | 榊ヶ峰             | 北緯25度26分0秒 東経141度16分55秒 / 北緯25.43333度 東経141.28194度  |
|      | 硫黄島   | 23.73     | 無人     | 170         | 摺鉢山（パイプ山） | 北緯24度45分29秒 東経141度17分14秒 / 北緯24.75806度 東経141.28722度 |
|      | 南硫黄島 | 3.54      | 無人     | 916         |                    | 北緯24度14分2秒 東経141度27分49秒 / 北緯24.23389度 東経141.46361度  |
|      | 西之島   | 3.9       | 無人     | 200         |                    | 北緯27度14分49秒 東経140度52分28秒 / 北緯27.24694度 東経140.87444度 |

数値は「日本の第四紀火山カタログ」、「火山データベース」に基づく。
2023年10月硫黄島の沖合で噴火が発生し、大量の岩石が積もって新たな島が形成された。噴火地点は2022年噴火とほぼ同じ場所である。11月10日時点では規模は南北約400ｍ、東西約200ｍとなった（北緯24度45分24秒 東経141度19分36秒）。その後も土砂を噴き上げ、溶岩も流出している。同月23日には、島全体の大きさが南北約450メートル、東西約200メートルとなった。2024年2月8日、気象庁と国土地理院は、新島がほぼ確認できなくなったことを明らかにした。波による浸食が原因とみられる。

## 歴史
石野遺跡の調査により、紀元1世紀頃、北硫黄島に人が定住していたことが分かっているが、文化の源流についてはミクロネシアなのか、それとも縄文文化に属するのかなど、よく分かっていない。
1543年にスペインのサン・フアン号により目撃され、北硫黄島、硫黄島、南硫黄島の3島を総称して「ロス・ボルカネス（Los Volcanes、火山諸島の意）」と名づけられた。また、1779年にジェームズ・クックの部下であるジョン・ゴアがディスカバリー号とレゾリューション号により、硫黄島を目撃している。
その後、1887年に横尾東作・東京府知事高崎五六らが汽船明治丸で硫黄島を視察。依岡省三の働きかけによって1891年9月、勅令で正式に日本の所轄となる。1893年からは硫黄島で硫黄の採掘が始まった。1899年に北硫黄島、1904年に硫黄島への入植・定住が始まり、1940年に東京府小笠原支庁硫黄島村が設立された。
太平洋戦争勃発が近くなると、日本軍は硫黄島の防備を強化し、1933年に滑走路を設置した。1937年にはそれを拡大整備し、千鳥飛行場となった。さらに1941年からは硫黄島の砲台の設置工事が始まった。太平洋戦争が勃発して2年半後の1944年6月15日よりアメリカ軍による空襲が始まり、北硫黄島と硫黄島の住民1,094名は7月16日までに全員本土（内地）に強制疎開させられた。
そして、1945年2月19日にアメリカ軍は第4・5海兵師団を硫黄島に上陸させた。戦闘は3月26日まで続いたが、最終的にアメリカ軍が同島を占領した（硫黄島の戦い）。両軍の損害は、日本軍は栗林忠道陸軍大将以下20,000名ほどが戦死し、1,033名が負傷した。アメリカ軍も約7,000名が戦死し、約20,000名が負傷した。死傷者数ではアメリカ軍が日本軍を上回ったが、陸上の戦闘においてアメリカ軍の死傷者数が日本軍のそれを上回った戦闘は、ペリリュー島とこの硫黄島の戦いのみである。
戦後、火山列島はアメリカの施政権下に置かれたが、1968年に小笠原返還協定に基づいて日本に返還された。しかし1984年、小笠原諸島振興審議会具申により旧硫黄島島民の帰住は困難とされ、旧島民に対し総額5億6200万円の見舞金を支給することが建言され、5億4,045万円（1人につき45万円）が支給された。現在も島民の帰島はかなっていない。

## 周辺の島と海底火山（海山）

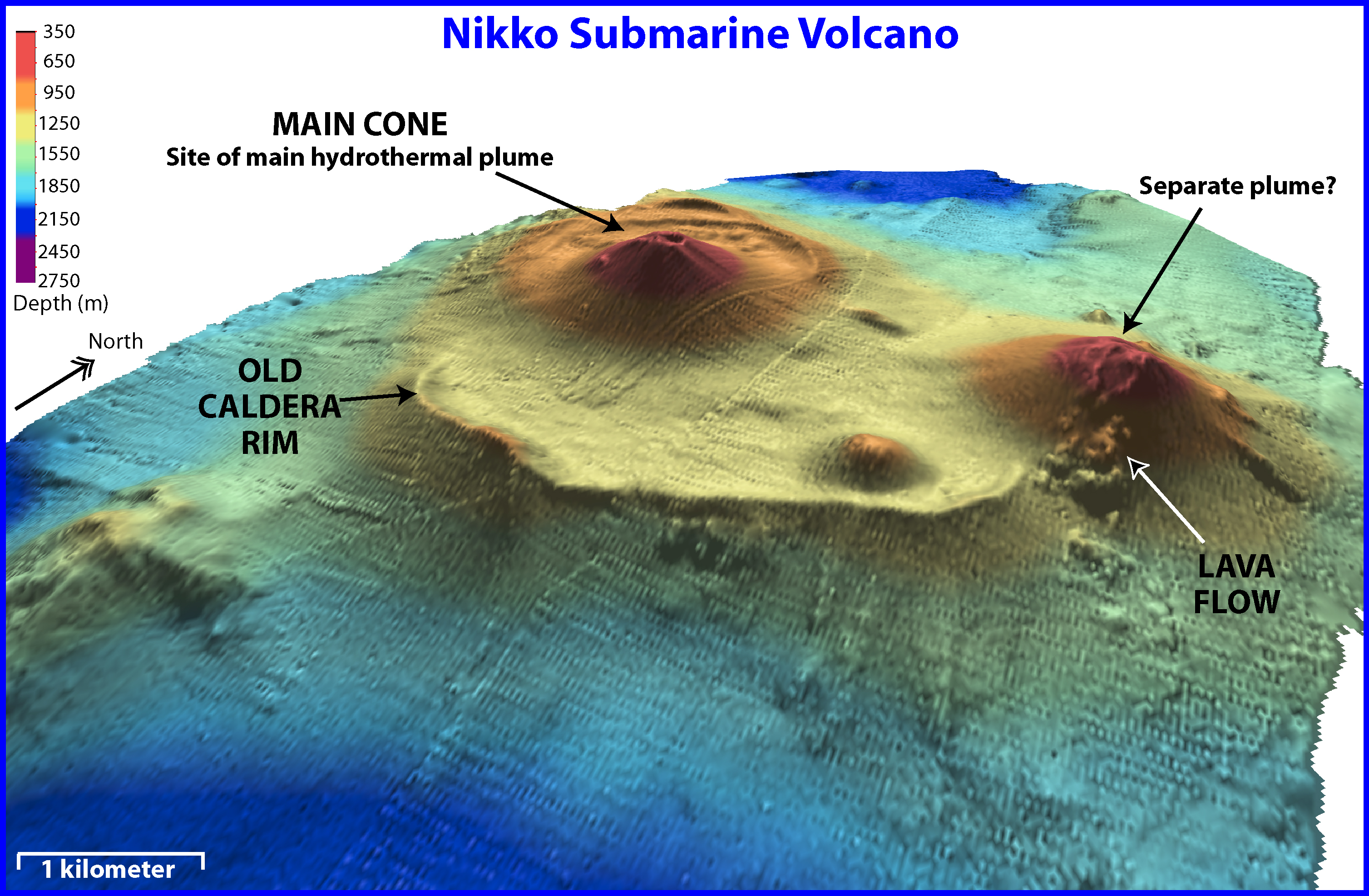
NOAA観測による日光海山のCG画像

火山列島周辺の体積1,000km3を越える海山など。
- 西之島
- 沢海山
- 海形海山
- 三福海山
- 噴火浅根
- 南日吉海山
- 日光海山
- 福神海山
- 南春日海山